# Margarita Chávez Barragán
Margarita Chávez Barragán (Ciudad de México, 10 de febrero de 1930-2022) fue una arquitecta mexicana con una vasta trayectoria en proyectos de arquitectura institucional, habitacional y museográfica. Pionera del regionalismo, su obra fusiona materiales locales y referencias prehispánicas con una visión moderna.

## Biografía
Margarita Chávez nació en la Ciudad de México el 10 de febrero de 1930. Sus padres fueron Eduardo Chávez y Margarita Barragán. Es hermana de la arquitecta Estefanía Chávez Barragán. Estudió arquitectura en la Escuela Nacional de Arquitectura de la Universidad Nacional Autónoma de México (UNAM), de donde se tituló con mención especial en 1963. Fue discípula de Mario Pani, Enrique del Moral y Enrique Yáñez. Cursó Estética, Historia del Arte, Literatura e Historia Universal en la Facultad de Filosofía y Letras de la misma universidad.
En 1952 estableció un taller de arquitectura junto con Alejandro Caso, hijo de la escritora María Lombardo –hermana de Vicente Lombardo Toledano– y del célebre arqueólogo Alfonso Caso. Alejandro, además de ser su socio fue su compañero de vida y padre de sus dos hijos, Álvaro y Margarita. Se casaron en 1953 en una ceremonia a donde asistieron, entre muchas personalidades del medio político e intelectual del país, el presidente Adolfo Ruiz Cortines y donde también hizo presencia el destacado músico Carlos Chávez, tío de Margarita. Esto muestra el medio en el que se desarrolló la pareja, emparentado con grandes personajes de la historia mexicana. Margarita Chávez creció viajando debido al oficio de su padre -ingeniero hidráulico, titular de la Secretaría de Recursos Hidráulicos durante la presidencia de Adolfo Ruiz Cortines – tuvo la oportunidad de conocer la República Mexicana y sus fronteras.

## Trayectoria
En el plano académico, fundó y coordinó el Ateneo Cultural de la Facultad de Arquitectura de la UNAM por doce años (1960-1972), un importante polo cultural para la comunidad universitaria. Fue vocal ejecutiva y académica emérita y miembro del Consejo de Eméritos de la Academia Nacional de Arquitectos y en la década de los ochenta fue editora de Arquitectura y Sociedad, revista del Colegio de nacionales e internacionales sobre arquitectura.
En un principio la labor arquitectónica de Margarita Chávez estuvo estrechamente ligada al Instituto Nacional Indigenista (INI), donde Alejandro Caso colaboró por 17 años. Durante este periodo, se abocaron al estudio de sistemas y materiales para mejorar la construcción y nivel de vida en algunas entidades —al elaborar propuestas que optimizaran los sistemas constructivos e integraran elementos nuevos y que fueran posibles de construir por las mismas comunidades—; y a la reconstrucción de poblados, como el de Nuevo Soyaltepec, Veracruz (1953-1954).

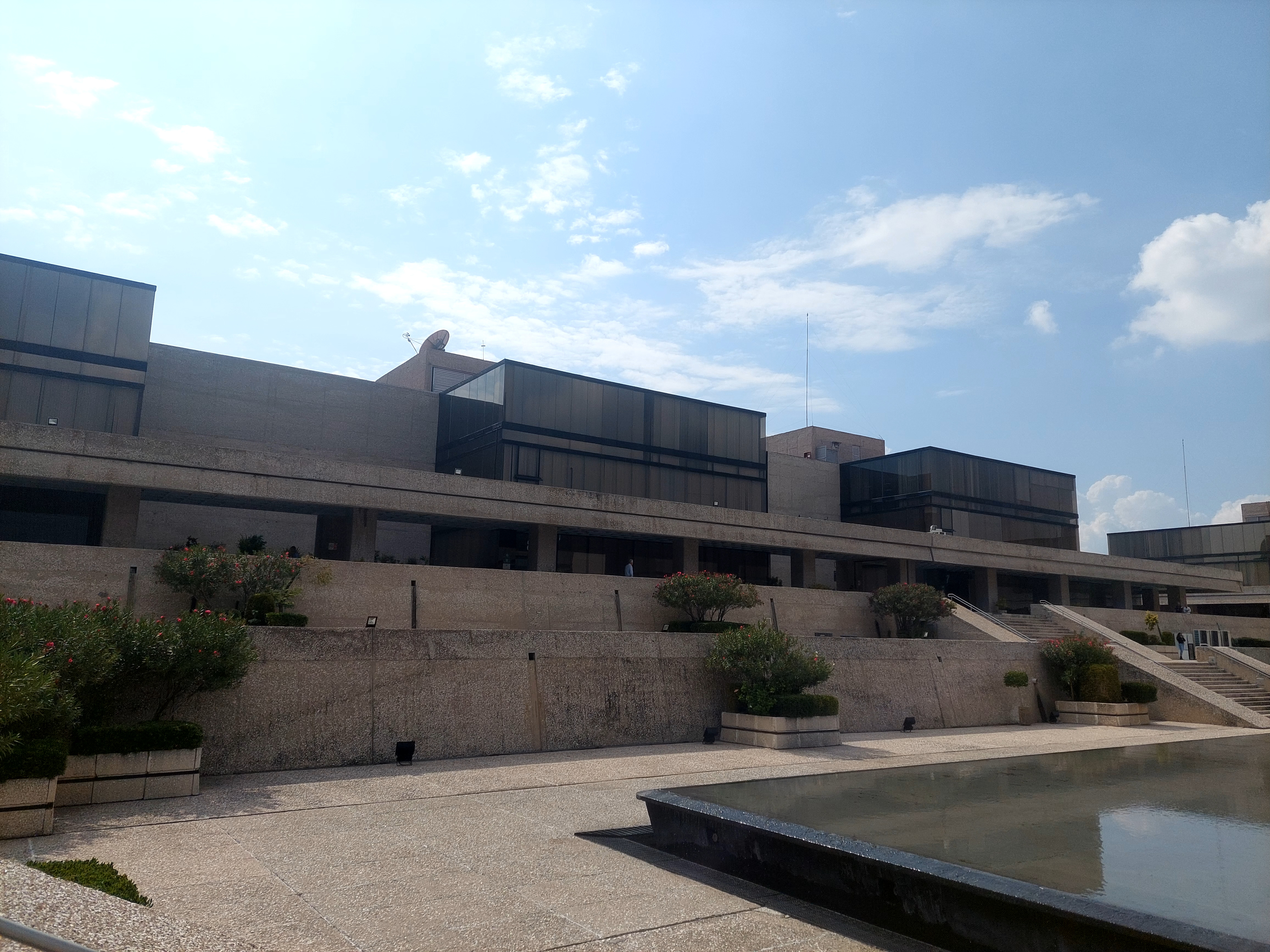
Margarita Chávez Barragán y Alejandro Caso. Instituto Nacional de Estadística y Geografía, INEGI, Aguascalientes

## Principales obras
Destacan los proyectos de 11 Centros Coordinadores del INI en San Cristóbal de las Casas y Chilil en Chiapas, Jamiltepec, Tlaxiaco y Nuevo Paso Nacional en Oaxaca, Guachochic en Chihuahua, Mexquitic en Jalisco, Tlapa en Guerrero, Cherán en Michoacán, Zacapoaxtla en Puebla y Peto en Yucatán. Con estos centros se buscó una integración a la cultura y condiciones climáticas de los sitios, y un diálogo con la arquitectura local. Por ello, la dupla es considerada pionera de la tendencia que posteriormente se denominaría Regionalismo. Esta corriente surge en oposición a la estandarización del estilo internacional, al proponer de forma sensible y creativa, opciones específicas para la arquitectura de cada sitio. Los arcos, bóvedas, pórticos de los edificios locales fueron reinterpretados y dotados de un lenguaje orgánico. Sin embargo, su obra también recoge experiencias de vida como las de sus viajes de estudio a Europa y África que realizaron con apoyo de la UNESCO en las etapas tempranas de su formación profesional.
En la Ciudad de México, destaca el edificio para las oficinas centrales del INI de 1963, primero en emplear un acabado exterior de concreto con grano de mármol blanco aparente y martelinado. Mientras que para la UNAM construyeron el Instituto de Biología de Ciudad Universitaria (1966, en colaboración con Pedro Vega), y el Observatorio Astronómico Nacional en San Pedro Mártir (1967), con la residencia para astrónomos.
La experimentación con los materiales de las fachadas fue un tema que desarrollaron en otros edificios como las oficinas administrativas para la planta nucleoeléctrica en Laguna Verde, Veracruz (1980), donde emplearon como agregado del concreto, arena de la playa en la que se sitúa; o el edificio de oficinas de Nacional Financiera sobre el Paseo de la Reforma en la Ciudad de México, en el que utilizaron piedra laja de Taxco para agregar a un concreto coloreado de negro y así remarcar la sobriedad del edificio.
Otra veta que exploraron fue la de una “Arquitectura del Altiplano”, con la que retomaron elementos formales prehispánicos como los perfiles de las pirámides, patios, escalinatas y taludes. El resultado es visible en edificios como el conjunto de oficinas del INEGI en Aguascalientes (1988), y el edificio corporativo para Laboratorios Janssen Farmacéutica (1985) al sur de la Ciudad de México.
Alejandro Caso fungió posteriormente como gerente general de materiales Conasupo (1973-1976) y de este cargo se derivó la edificación de cuatro centros comerciales y cinco delegaciones para dicha institución. Otras obras importantes del periodo fueron el auditorio para el Instituto Tecnológico de Tijuana (1973), la Puerta de México para Mexicali y las Ciudades Industriales de Altamira (1974) y la de Tamos (1975) en Tamaulipas.
La obra de esta pareja de arquitectos, además de numerosa es variada, al abarcar proyectos de escala urbana como la propuesta de Trenes Radiales para la Ciudad de México (en colaboración con Ramón Torres, Héctor Velázquez y Arturo Rosenblueth); remodelaciones, como la Rotonda de los Hombres Ilustres en la Ciudad de México; museografía, como el guion museográfico para el Salón de Síntesis Cultural del Museo Nacional de Antropología e Historia (1964); o incursionando en el género habitacional como la Unidad Habitacional Vallejo, compuesta por mil departamentos agrupados en 83 edificios.
De una escala más íntima encontramos proyectos como su propia casa erigida en el Pedregal de San Ángel (1967) en la Ciudad de México, cinco casas y un condominio en Acapulco (1957), un condominio en Cuernavaca (1980) y las Casas Rancho (viviendas de recreo) en Tamaulipas y San Luis Potosí. En 2001 construyeron una casa de vacaciones para ellos mismos en Isla Mujeres, que se caracteriza por un lenguaje sencillo que escucha al entorno, rasgo característico que define la obra de Margarita Chávez.